# Congrés pel Canvi Progressista
El Congrés pel Canvi Progressista (CPC) és un partit polític que es va fundar a Nigèria el 2009 en preparació per les eleccions d'abril del 2011.Fou el 63è partit polític a ser fundat en el país en la quarta república i també el partit polític més recent a ser registrat a Nigèria.
El febrer 2013 el partit es va fusionar amb el Congrés d'Acció de Nigèria (ACN), el Partit dels Pobles de Tota Nigèria, i laGran Aliança de Tots els Progressistes per formar el Congrés de Tots els Progressistes.

## Fundació
El Congrés pel Canvi Progressiu es va originar en The Buhari Organization (TBO) i es va formar el 2006 pel General Muhammadu Buhari, un ex governant militar de Nigèria, i els seus seguidors.
El primer President Nacional fou el senador de Kano Central, Rufai Hanga.
Després que el Partit dels Pobles de Tota Nigèria (ANPP) va nomenar Buhari com el seu candidat a la presidència a les eleccions del 2007; TBO va treballar amb l'ANPP en la campanya electoral però hi havia friccions entre els dos grups. Després de les eleccions de l'abril del 2007, en les que Umaru Yar'adua va ser elegit president, Buhari va fer una apel·lació al tribunal contra el resultat.
L'ANPP va optar per unir-se a Yar'Adua en el seu govern d'unitat nacional, i va intentar persuadir a Buhari de retirar la seva oposició, que indicava manca de suport per Buhari a l'ANPP.
Buhari va decidir que necessitava una nova plataforma per donar suport les seves ambicions polítiques.
El Congrés pel Canvi Progressista va presentar una sol·licitud per registrar-se a la Comissió Electoral Nacional Independent (INEC) el 26 de març de 2009, i l'aprovació oficial i la inscripció fou rebuda el 28 de desembre de 2009.
La majoria dels seus membres inicials era anteriorment membres del Partit dels Pobles de Tota Nigèria (ANPP).
Buhari Formalment va deixar l'ANPP i es va unir al CPC el març 2010.
Va dir que havia donat suport a la fundació del CPC "com a solució als debilitants conflictes ètics i ideològics en el meu partit anterior l'ANPP". El gener de 2011 un ex ministre d'Informació, Príncep Tony Momoh, va esdevenir el President Nacional del partit. El Secretari Nacional del partit fou l'enginyer Buba Galadima, un membre fundador. Rufai Hanga, ex president i ara un aspirant a governador de l'estat de Kano, era present a la reunió on Momoh va ser escollit.

## Ideologia
La tendència del CPC s'orienta cap a l'ala esquerra de l'espectre polític, donant suport a les llibertats individuals, drets i benestar social pel menys privilegiats.
El partit defensa el liberalisme polític originat pel filòsof americà, John Rawls.
El manifest del partit insisteix en l'esmena de la constitució nigeriana amb vista a la devolució de poders, deures i responsabilitats als estats i governs locals per tal d'ampliar el federalisme i l'esperit federal.
La constitució del partit resta silenciosa en l'assumpte de la divisió per zones, una pràctica comuna dins Nigèria sota la qual les posicions claus són destinades en rotació a representants de cada regió del país.

## Eleccions d'abril del 2011
Hi va haver diversos problemes amb les paperetes de vot a les elecciones d'abril del 2011. El CPC es va trobar, just abans de les eleccions, que el seu logo faltava a la papereta en algunes circumscripcions com Ogun, Jigawa, Gombe, Anambra, Imo i Rivers. El Príncep Tony Momoh va protestar en una carta al Professor Attahiru Jega, president de la Comissió Electoral Nacional Independent (INEC).
Va descriure l'omissió com "un premeditat intent d'impedir als nostres nombrosos seguidors de votar per aquells que creuen poden portar el canvi que reclamen a les seves vides".
Tot i que el CPC ràpidament havia obtingut suport al nord de Nigèria, presentant molts candidats en les eleccions nacionals de l'abril de 2011, no va tenir els mateixos recursos financers com el seu rival el Partit Democràtic dels Pobles de Nigèria (PDP) en el poder.
Les eleccions es van celebrar per la majoria d'escons de l'Assemblea Nacional, al senat i Cambra de Representants el 9 d'abril de 2011, tot i que es va retardar una mica a causa de problemes amb les paperetes. En la primera ronda de les eleccions el 9 d'abril, el CPC va quedar tercer en ambdós, Senat i Cambra de Representants. En el Senat, el PDP va guanyar 53 seients, seguir per l'ACN (Congrés d'Acció de Nigèria) amb 13 seients, CPC 6 seients, ANPP 4 seients i altres partits van agafar 4 seients. En la Cambra el PDP va obtenir 123 seients, ACN 45, CPC 21, ANPP 11 i altres partits 18 seients.
Mohammadu Buhari va concórrer com a candidat del CPC en l'elecció presidencial celebrada el 16 d'abril de 2011. Va guanyar 12.214.853 vots, quedant segon per darrere del president en exercici Goodluck Jonathan del PDP, qui va aconseguir 22.495.187 vots i va ser declarat el guanyador.
L'elecció, que es va considerar que havia estat conduït molt més lliure que anteriors eleccions, va revelar polarització extrema entre el nord i el sud. Buhari va guanyar en tots els estats del nord, mentre Jonathan va guanyar a tot el Cinturó del Mig i als estats del sud excepte a l'estat d'Osun, on Nuhu Ribadu va obtenir majoria de vots. La participació fou considerablement més alta en el sud que en el nord, tot i que el nord tenia més votants.
Seguint l'elecció, el CPC va dir que considerava anant al tribunal per impugnar el resultat, el qual va dir estava alterat per irregularitats esteses, particularment al sud-est i zones del sud-sud.

## Esdeveniments subsegüents
En una entrevista el novembre de 2011 el ex Senador Rufai Hanga va declarar que no havia dimitit com a president quan es va presentar pel govern de l'estat de Kano.
Va dir que era encara president del partit, i aniria al tribunal per aconseguir el reconeixement d'això.
El febrer de 2012 el Cap Dennis Aghanya, un membre capdavanter de la facció Hanga, 
va dir que el CPC havia de resoldre les disputes internes. També va criticar la facció Momoh per fer
constantment declaracions de confrontació després de cada desenvolupament polític al país,
dient "la Societat ens veu a nosaltres com un grapat de bergants". El febrer de 2012 Rufai Hanga va rebre un avis sobre la seva apel·lació del Tribunal suprem Federal a Abuja en el que se'l comminava a deixar les dependències que ocupava.
El març de 2012 va dir que no procediria amb l'acció judicial.
CPC està actualment en reunions per fusionar-se amb altres patits incloent-hi l'ACN i altres.
Bandera
La bandera del partit és blau cel i té una ploma d'escriure diagonal de la part superior del pal a la inferior del vol; la ploma és negra però el plomí és blanc amb línies negres. Les sigles del partit CPC en negre se situen prop del pal i de la part inferior de la bandera 